# Hamr (Jindřichův Hradec-i járás)
Hamr település Csehországban, a Jindřichův Hradec-i járásban. Hamr Chlum u Třeboně, Suchdol nad Lužnicí, Třeboň, Majdalena és Cep településekkel határos. Lakosainak száma 368 fő (2024. január 1.).

## Népesség
A település lakosságának változását az alábbi diagram mutatja:
| Lakosok száma | 581  | 528  | 535  | 403  | 339  | 373  | 347  | 363  | 368  | 368  |
|               | 1869 | 1890 | 1921 | 1950 | 1980 | 2001 | 2017 | 2019 | 2022 | 2024 |